# チャンドラ (小惑星)
チャンドラ (1958 Chandra) は、小惑星帯にある小惑星。
1970年9月、カルロス・チェスコが、アルゼンチンのエル・レオンシット国立公園にあったイェール・コロンビア南天観測所で発見した。

## 名称
インド出身の天体物理学者（当時シカゴ大学教授）スブラマニアン・チャンドラセカール（1910年 - 1995年）に因んで名付けられた。命名は1979年11月の小惑星回報（MPC 5013）で公表された。

## 註
1. ↑  MPC 5013（1979年11月1日）